# Yttersillret
Yttersillret är en sjö i Ånge kommun i Medelpad och ingår i Ljungans huvudavrinningsområde. Sjöns area är 0,059 kvadratkilometer och den befinner sig 230 meter över havet.